# Córka króla moczarów (baśń)
Córka króla moczarów, także Córka króla błot (duń. Dynd-Kongens Datter, współ. duń. Dyndkongens datter) – baśń literacka autorstwa Hansa Christiana Andersena, wydana po raz pierwszy w 1858 roku.
Utwór jest drugą pod względem długości baśnią H.C. Andersena. Uznawany jest za „mniej udany”.

## Historia
Andersen, jak w przypadku innych swoich baśni literackich, zaczerpnął z motywów znanych z folkloru nordyckiego. Król bagna zainspirowany został postacią Nøkkena, złośliwego ducha wodnego, który mieszka w toni grzęzawiska i zwabia do niej swoje ofiary. Również motyw transformacji w zwierzęta (istota zmiennokształtna), znany także z innych utworów Andersena, występował w podaniach ludowych Skandynawii. Uczynienie z bocianów bohaterów baśni może być również potraktowane jako zapożyczenie. Ptak ten w kulturze Danii, podobnie jak u innych ludów europejskich, symbolizuje szczęście i pojawienie się dzieci. Autor posłużył się nim w funkcji łącznika pomiędzy Egiptem a Skandynawią. W tekście baśni wspomniani zostali skandynawscy bogowie: Odyn, Thor, Freja, Baldur, Loke, Surt, Walkirie. Pojawiają się też: alf, „bezusta”, „bezpióry ptak”, Jormungand (wąż-smok). Jest mowa o Ragnaröku i Gjallarhornie, o runach.
Chociaż Andersen nie był nigdy w Egipcie, nawiązuje do wątków związanych z kulturą i przyrodą egipską: Nil, piramida, sfinks, balsamowanie, mumia, minaret, święty kwiat lotosu, palmy daktylowe, lew, słoń, strusie, ibisy.
Chrześcijańskie przesłanie baśni wiąże się z motywem walki sił dobra ze złem i wykorzystaniem elementów takich, jak: Bóg Ojciec, Jezus Chrystus (Biały Chrystus), Duch Święty, Mojżesz, zamordowany kapłan, chrzest, odniesienia i cytaty z Pisma Świętego. Wspomniana została przez pisarza historyczna postać Ansgara ewangelizującego Hedeby. Baśń eksploruje też konflikt na linii pogaństwo chrześcijaństwo. Tematyka utworu oddaje ducha współczesnej Andersenowi Danii i panujących ideałów romantyzmu.

## Publikacja
Baśń o Córce króla moczarów została opublikowana przez Andersena po raz pierwszy w Kopenhadze 15 maja 1858 roku w antologii Nowe Bajki i Opowieści. Pierwsza Seria. Druga Kolekcja. 1858 (duń. Nye Eventyr og Historier. Første Række. Anden Samling. 1858). W tomie znalazły się też baśnie literackie: Biegacze (duń. Hurtigløberne) i Głębia dzwonu (duń. Klokkedybet). Andersen dedykował tom Læssøe z d. Abrahamson. Córkę króla moczarów wznowiono za życia pisarza w 1870 roku.

## Polskie przekłady
Baśń została przetłumaczona na język polski:
- 1900 – Córka króla na moczarach: Antonina Gawrońska (tłum.): Opowieści Andersena. Lwów. Brak numerów stron w książce
- 1900 – Córka króla trzęsawisk: Maria Glotz (tłum.): Nowe powieści czarodziejskie Andersena. T. 1. Warszawa. Brak numerów stron w książce
- 1905 – Królewna bagniska: Wanda Młodnicka (tłum.): Wybór bajek Andersena. Lwów. Brak numerów stron w książce
- 1931 – Córka króla błot: Stefania Beylin (tłum.): Baśnie. Warszawa. Brak numerów stron w książce
- 1938 – Córka króla bagien: Marceli Tarnowski (tłum.): Bajki. Warszawa. Brak numerów stron w książce
- 2006 – Córka króla moczarów: Bogusława Sochańska, Baśnie i opowieści. T. II: 1852–1862, Poznań (z oryginału duńskiego)

## Fabuła
Rzecz dzieje się w epoce wikingów. Bociania para spędza lato na moczarach w Vildmose w Jutlandii, gdzie panował tytułowy król moczarów (duń. Dyndkongen). Ptaki mają stałe gniazdo na wieży w domu wikinga nad Limfjorden. Bocian opowiada samicy zaobserwowaną tragedię. Do Danii przylatują z Egiptu pod postacią łabędzi trzy księżniczki. Jedna z nich przybywa, by znaleźć kwiat lotosu, którego chce użyć, by uzdrowić swojego ojca. Nieszczęsna zostaje schwytana i wciągnięta pod wodę przez króla moczarów. Jej złe towarzyszki niszczą łabędzie upierzenie, bez którego nie sposób wrócić do Egiptu.
Po jakimś czasie bocian znajduje na środku bagniska ukrytą w kwiecie lilii wodnej dziewczynkę. Podrzuca ją do domu wikinga, gdzie zostaje przyjęta jako własna córka. Helga ma dwoistą naturę: w ciągu dnia jest piękna jak jej matka, egipska księżniczka, nocą, przybierając postać żabią, brzydka jak jej ojciec, król moczarów. W nocy przemienia się w odrażającą wyglądem ropuchę o dobrotliwej, łagodnej osobowości. Żona wikinga postanawia ukrywać przybraną córkę każdej nocy. Nic nie mówi o jej przekleństwie mężowi.
Bociany odlatują na południe, a wiking wraca z dalekiej podróży do Galii. Urządza ucztę w rodzinnym domu. Następnie znowu wyjeżdża, tym razem do Walii. Tymczasem bociany w Egipcie widzą chorego pana tęskniącego za swoją córką. Bocian postanawia ukraść łabędzie stroje niegodziwym księżniczkom i przynieść je do Danii.
Po szesnastu latach Helga wyrasta na dorodną dziewczynę. Jest bardzo dzika, co podoba się jej przybranemu ojcu. Każdego wieczoru zamienia się w żabę. Matka pisze runy, by ja odczarować, ale to na nic, urok trwa w najlepsze. Samica bociana obawia się, że dzika Helga  jest w stanie dla zabawy zniszczyć gniazdo. Bocianica bardzo kocha swojego partnera. Podziwia go w locie. Bocian również darzy ją wielkim uczuciem.
Jesienią wiking przywozi z wyprawy jako niewolnika młodego kapłana chrześcijańskiego. Wikingowie postanawiają złożyć go bogom w ofierze. Helga jest do niego wrogo nastawiona. Jednak nocą, przybierając postać żabią, wysłuchuje pełnych żalu słów przybranej matki. Uwalnia duchownego i uciekają razem na koniu. Kapłan modli się, a Helga na wrzosowisku przybiera postać dziewczęcą. Rzuca się na mężczyznę z nożem w ręku. Szamoczą się. Duchowny egzorcyzmuje Helgę i usiłuje ochrzcić. Pod znakiem krzyża jej ciało wiotczeje. Mężczyzna chce zabrać ją do Hedeby, do św. Ansgara. Jadą przez las i wrzosowiska z krzyżem trzymanym w dłoni. Napadają na nich rozbójnicy, zabijają duchownego i konia. O zachodzie słońca Helga niespodziewanie przemienia się w żabę, co wywołuje popłoch wśród zgrai.
Helga grzebie kapłana. Czyniąc znaki krzyża, traci żabią postać, zaczyna wymawiać imiona wypowiadane wcześniej przez duchownego: Jezus Chrystus. Zmęczona zasypia. O północy zjawia się jej koń i duchowny jakby w językach ognistych. Dziewczyna doświadcza płomienia Ducha Świętego. Następuje magiczna wędrówka nad lasami i moczarami z krzyżem w ręku. Helga, śpiewając święte pieśni, z kadzielnicą wydająca piękną woń, odnajduje matkę. Bocian rzuca na nie okrycia łabędzie i matka z córką mogą lecieć do Egiptu. Helga żegna swą przybrana matkę w chacie wikinga i razem z bocianami leci nad Europą.
W Egipcie matka z córką spotykają chorego. W jego ciało wraca życie. Nocą Helga rozmyśla o dalekiej krainie i przybranej matce. Wiosną przesyła bransoletę z odlatującymi bocianami. Jesienią zostaje żoną królewicza z Arabii. Na weselu znowu zjawia się zabity kapłan. Helga modli się i zostaje uniesiona, by zobaczyć Boga Ojca. Gdy wraca, okazuje się, że minęły setki lat. Na starym pomniku widnieje jej podobizna.

## Galeria

Ilustracje baśni Córka króla moczarów
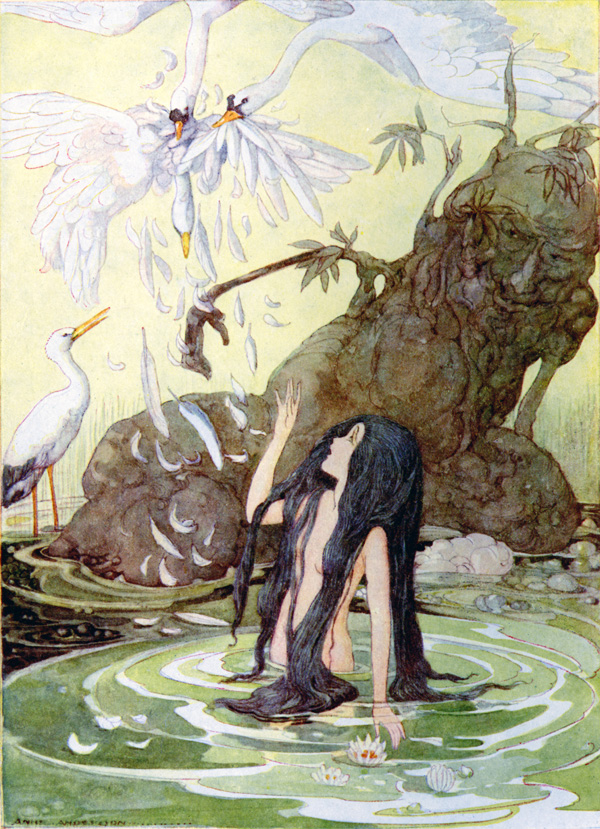
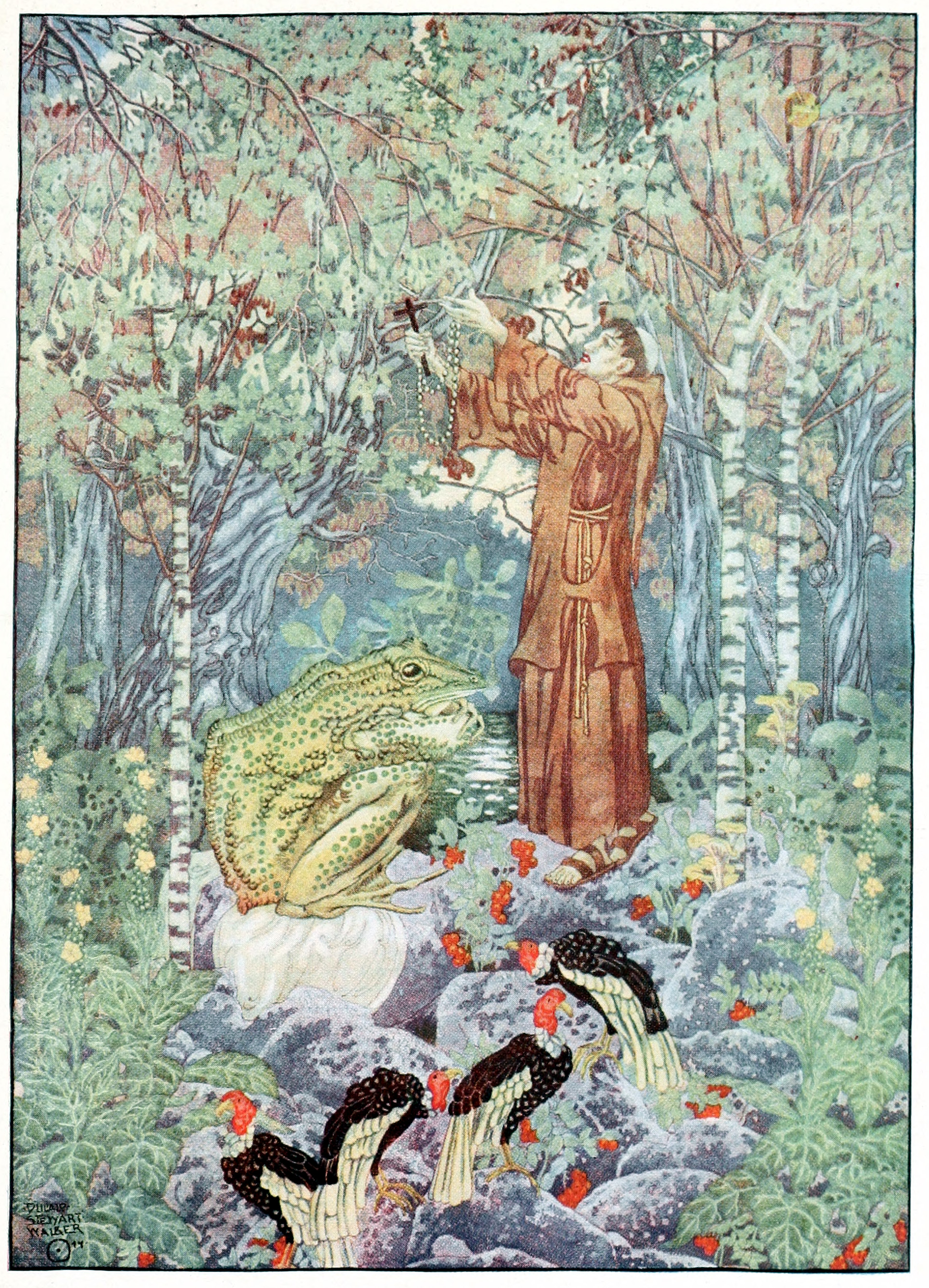
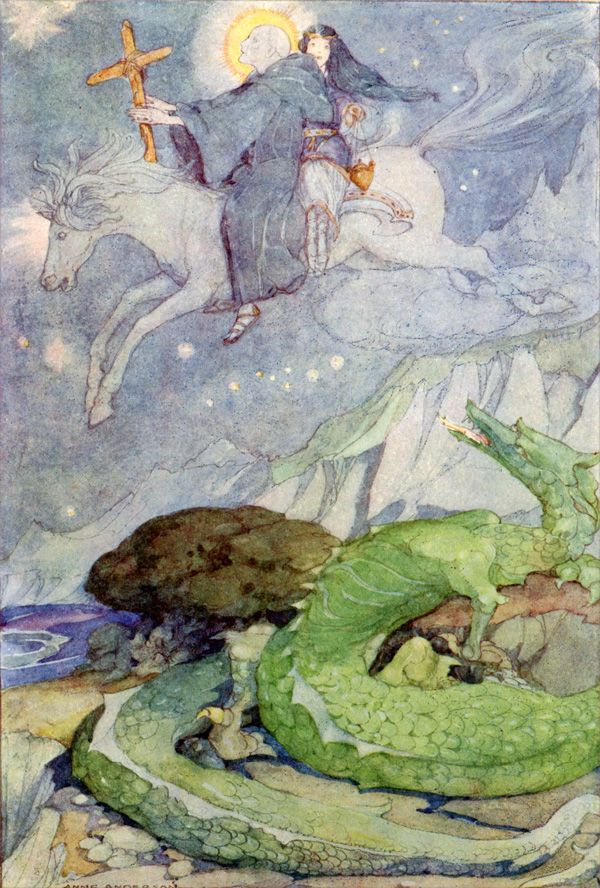
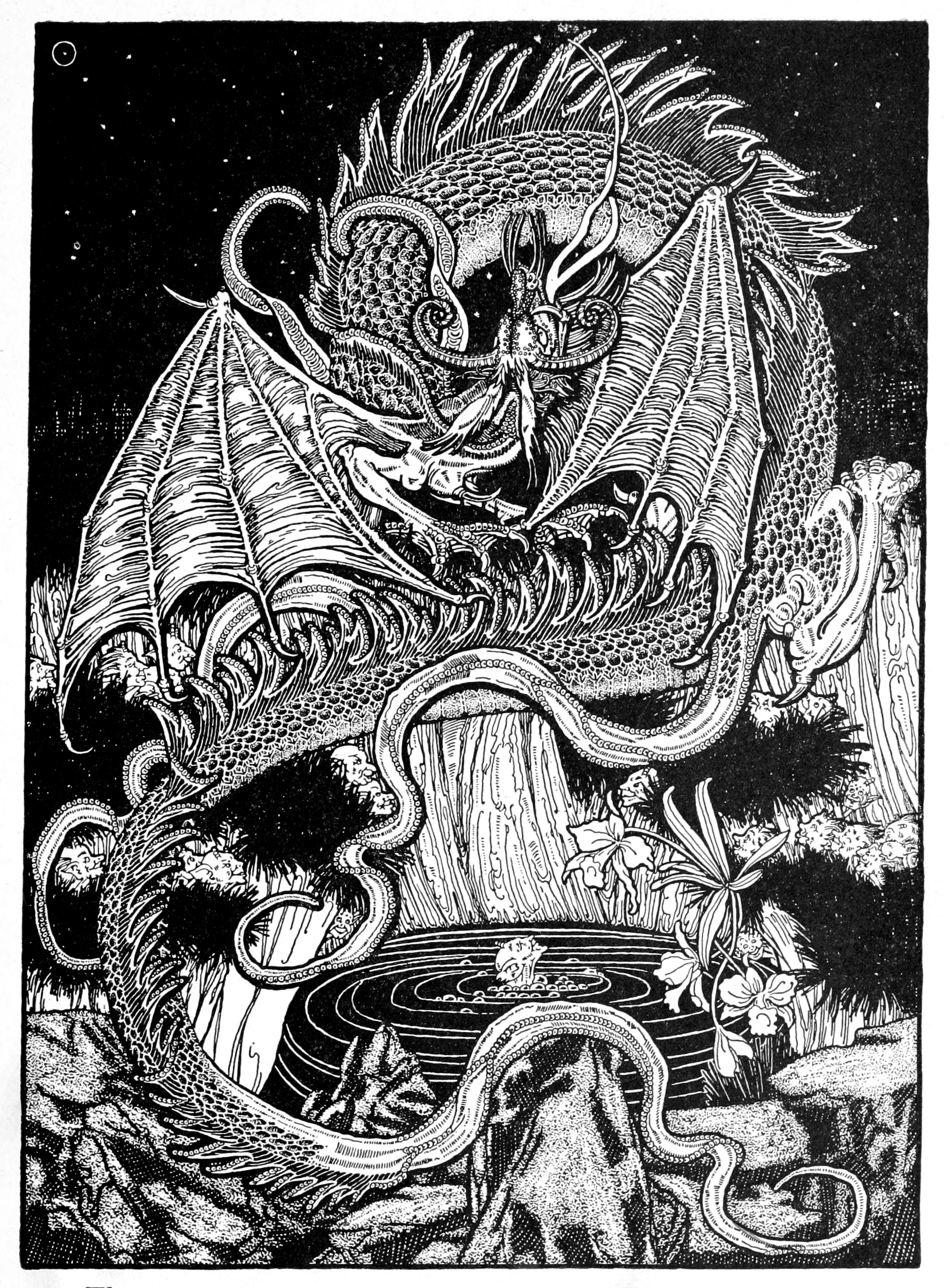
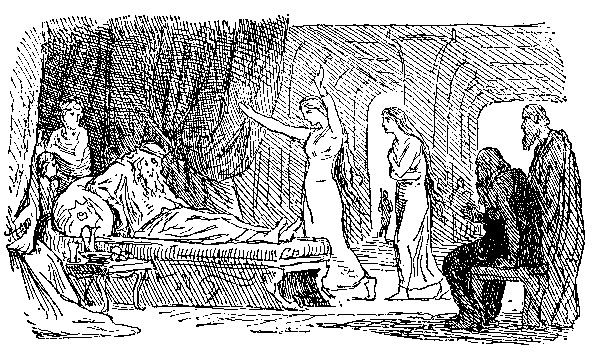